# Marta Kauffman
Marta Kauffman nasceu em 1956, e juntamente com David Crane, criou a série Friends em 1994, baseando-se nas suas experiências vividas em Nova Iorque logo depois de sair da faculdade.
Além de Friends, os dois foram responsáveis por Dream On, transmitido pela HBO, Jesse e Veronica's Closet, estrelados por Christina Applegate e Kirstie Alley, respectivamente, e transmitidos pela NBC. Para completar a equipe, os dois uniram-se ao respeitado diretor Kevin S. Bright, e criaram a Bright, Kauffman, Crane Productions.
Em todos os episódios mais importantes de Friends, como finais de temporada, o 100º episódio, o término de Ross e Rachel, a trinca se unia e trabalhava junto. David e Marta escrevendo os episódios, enquanto Bright os dirigia.
No episódio 2º da quarta temporada eles fazem uma homenagem para a Mãe de Marta